# 国際標準化機構が定める国際標準一覧 (ISO 17000 から ISO 17999 まで)
ISO 16000 から ISO 16999 まで - 国際標準化機構が定める国際標準一覧 - ISO 18000 から ISO 18999 まで
- ISO/IEC 17000 適合性評価 - 用語及び一般原則
- ISO/PAS 17001 適合性評価 - 公平性 - 原則及び要求事項
- ISO/PAS 17002 適合性評価 - 機密保持 - 原則及び要求事項
- ISO/PAS 17003 適合性評価 - 苦情及び異議申立て - 原則及び要求事項
- ISO/PAS 17004 適合性評価 - 情報開示 - 原則及び要求事項
- ISO/PAS 17005 適合性評価 - マネジメントシステムの使用 - 原則及び要求事項
- ISO/IEC 17007 適合性評価 - 適合性評価での仕様に適した規範文書の起草の手引
- ISO/IEC 17011 適合性評価 - 適合性評価機関の認定を行う認定機関に対する一般要求事項
- ISO/IEC 17020 検査を実施する各種機関の運営に関する一般要求事項
- ISO/IEC 17021 適合性評価 - マネジメントシステムの審査及び認証を提供する機関に対する要求事項
- ISO/IEC 17024 適合性評価 - 人の認証を実施する機関に対する一般要求事項
- ISO/IEC 17025 試験所及び校正機関の能力に関する一般要求事項
- ISO/IEC 17030 適合性評価 - 第三者適合マークに対する一般要求事項
- ISO/CD 17031 船底防汚システムAFS に使用される活性物質の海洋環境アセスメント)[1]
- ISO/IEC 17040 適合性評価 - 適合性評価機関及び認定機関の同等性評価の一般要求事項
- ISO/IEC 17043 適合性評価 - 技能試験の一般要求事項
- ISO/IEC 17050 適合性評価 - 供給者適合宣言
- ISO 17052 原料ゴム - 毛細管ガスクロマトグラフィによる残留単量体及びその他の揮発性低分子量化合物の定量 - 熱脱離(ダイナミックヘッドスペース)法
- ISO 17053 鋼及び鋳鉄 - 酸素の測定 - 不活性ガス下における融解後の赤外線法
- ISO 17054 補正技法を用いるＸ線蛍光分光分析(XRF)による高合金鋼の定常的分析方法
- ISO/TR 17055 鋼 - 珪素含有量の測定 - 誘導結合高周波プラズマ発光分光分析
- ISO 17057 宇宙航行体 - リベット - 試験方法
- ISO 17058 鋼及び鉄 - ヒ素含有量の定量 - 分光光度分析法
- ISO 17059 脂肪種子 - ガスクロマトグラフィによる分析のための油脂の抽出及びトリグリセライド脂肪酸のメチルエステルの調製(急速法)
- ISO 17064 木材ベースパネル - ファイバーボード、パーティクルボード及び方向性ストランドボード(OSB) - 用語
- ISO 17075 レザー - レザーのクロム(VI)含有量の化学的定量
- ISO 17087 非構造的木材製品のフィンガージョイントに使用する接着剤の仕様
- ISO 17090 保健医療情報 - 公開かぎ基盤施設
- ISO 17092 ファインセラミックス(先進セラミックス、先進技術セラミックス) - 酸及びアルカリ溶液中におけるモノシシックセラミックスの耐食性の求め方
- ISO 17101 農業機械 - ロータリ及びフレール式芝刈り機 - スローンオブジェクト試験及び合否基準
- ISO 17103 農業機械 - ロータリディスクモーア、ロータリドラムクモーア及びフレールモーア - 保護スカートの試験方法及び合否判定基
- ISO/TS 17104 ねじ部品のための回転工具 - 油圧衝撃工具 - 性能試験方法
- ISO 17126 地盤環境 - 土壌植物相に対する汚染物質の作用の測定 - レタス苗の発生のためのスクリーニング試験
- ISO 17129 粉ミルク - ドデシル硫酸ナトリウムの存在下での細管電気泳動を用いる大豆及びエンドウ豆タンパク質の定量(SDS-CE) - スクリーニング法
- ISO 17189 バター、食用油乳濁液及び展性油脂
- ISO 17190 失禁用尿吸収補助具 - 高分子を基材とする吸収材料の特性判定のための試験方法
- ISO 17191 失禁症のための尿吸収補助具 - 呼吸性ポリアクリレート高吸収性素材の測定 - ナトリウム原子吸光光度計による集塵カセット内のダストの定量
- ISO 17194 構造用接着剤 - 特性の標準データベース
- ISO 17202 織物 - 単一紡績糸の加ねんの測定 - 解ねん/再ねん法
- ISO 17212 構造用接着剤 - 接着剤結合前の金属及びプラスチックの表面処理の指針
- ISO 17226 レザー - ホルムアルデヒド含有量の化学的測定
- ISO 17228 レザー - 染色堅ろう度の試験 - 促進老化における色の変化
- ISO 17231 レザー - 物理及び機械試験 - 衣服用レザーのはっ水性の求め方
- ISO 17232 レザー - 物理及び機械試験 - パテントレザーの耐熱性の測定
- ISO 17233 レザー - 物理及び機械試験 - 表面被覆の冷間亀裂温度の測定
- ISO 17247 石炭 - 元素分析
- ISO 17249 チェーンソー切断に対する抵抗をもつ安全靴
- ISO/TS 17263 自動車両及び機器の識別 - 複合一貫輸送 - システムパラメタ
- ISO/IEC 17309 情報技術 - システム間の電気通信及び情報交換 - 私設総合サービス網 - 要求時PINX間コネクション対としての回路型基本サービス及び補足的サービスユーザ間信号の採用のためのマッピング機能
- ISO/IEC 17310 情報技術 - システム間の電気通信及び情報交換 - 私設総合サービス網 - 16 kbit/s部分多重化による64 kbit/s回路型コネクションの採用のためのマッピング機能
- ISO/IEC 17311 情報技術 - システム間の電気通信及び情報交換 - 私設総合サービス網 - 8 kbit/s部分多重化による64 kbit/s回路型コネクションの採用のためのマッピング機能
- ISO 17312 地盤環境 - 剛性壁浸透計を用いる飽和多孔材料の水の伝導率の測定
- ISO 17313 地盤環境 - 可とう壁浸透計を用いる飽和多孔材料の水の伝導率の測定
- ISO 17314 手持ち可搬式林業機械 - リサイクル性及び復元可能性 - 計算方法
- ISO 17321 グラフィック技術及び写真 - デジタルスチールカメラ(DSC)のカラー特性
- ISO 17331 表面化学分析 - シリコンウェーハの基礎となる標準物質の表面からの元素の収集のための化学的方法及び全反射蛍光X線(TXRF)分光分析法によるその定量
- ISO/IEC 17342 情報技術 - 80 mm (片面1.46ギガバイト)及び120 mm (片面4.70ギガバイト) DVD再録画ディスク(DVD-RW)
- ISO 17353 水質 - 選択有機すず化合物の定量 - ガスクロマトグラフ法
- ISO 17355 宇宙データ及び情報伝送システム - CCSDSファイル配信プロトコル
- ISO 17356 路上走行車 - 組込形自動車用アプリケーションのためのオープンインタフェース
- ISO 17363 RFIDのサプライチェーン適用 - 貨物コンテナ
- ISO 17364 RFIDのサプライチェーン適用 - リターナブル輸送品目(RTI)
- ISO 17372 飼料 - イミュノ・アフィニティ・カラム・クロマトグラフィ及び高速液体クロマトグラフィによるゼラレノンの定量
- ISO 17399 宇宙システム - 人システム統合
- ISO 17402 地盤環境 - 土壌及び土壌物質にある汚染物質のバイオアベイラビリティの評価のための方法の選択及び適用の要求事項と手引
- ISO 17412 ウイキョウ油(Foeniculum vulgare Mill. ssp. vulgare var. vulgare)
- ISO/TS 17429 高度道路交通システム - 協調ITS - ITSステーション間の情報移転のためのITSステーション施設
- ISO/TS 17431 引火試験 - 縮小モデルボックス試験
- ISO 17455 プラスチック配管系 - 多層管 - バリア管の酸素透過性の測定
- ISO 17470 マイクロビーム分析 - 電子プローブ微量分析 - 波長分散形X線分光分析による定性ポイント分析の指針
- ISO 17475 金属及び合金の腐食 - 電気化学試験方法 - 静電位分極及び動電位分極測定の実施の指針
- ISO 17492 耐熱及び耐炎防護衣 - 火炎及び放射熱の両方に暴露されたときの伝熱の測定
- ISO 17500 一次アルミニウムの生産に使用する酸化アルミニウム
- ISO 17510 睡眠時無呼吸の呼吸療法
- ISO 17511 体外診断用医薬品･医療機器 - 生物試料の定量測定 - 校正物質と管理物質の表示値の計量学的トレーサビリティ
- ISO 17512 地盤環境 - 土質及び挙動への薬品の影響を求めるための回避試験
- ISO 17514 時間測定器 - フォトルミネセンスデポジット - 試験方法及び要求事項
- ISO 17531 写真-処理薬品-4-(N-エチル-N-2-メタンスルホニルアミノエチル)-2-メチルフェニレンジアミン3/2硫酸塩一水和物
- ISO 17555 プラスチック - フィルム及びシート - 2軸方向ポリプロピレン(PP)フィルム
- ISO 17556 プラスチック - 呼吸計内の酸素消費量及び発生二酸化炭素量の計測による土壌内の究極的好気性生分解度の測定
- ISO 17557 プラスチック - フィルム及びシート - 成形ポリプロピレン(PP)フィルム
- ISO 17558 鋼製ワイヤロープ - ソケッティング手順 - 溶融金属及び樹脂のソケッティング
- ISO/TS 17574 自動料金収受システム - セキュリティ保護プロファイルの指針
- ISO 17616 地盤環境 - 土壌及び土壌物質の環境毒物学的キャラクタリゼーションのためのバイオアッセイ選択及び評価の手引
- ISO 17631 船舶及び海洋技術 - 防火、救命設備及び脱出手段のための船上計画
- ISO 17635 溶接部の非破壊試験－金属材料における一般規則
- ISO 17636 溶接の非破壊試験 - 融接継手の放射線透過試験
- ISO 17640 溶接部の非破壊試験 - 超音波探傷試験 - 技法、試験レベル及び評価
- ISO 17641 金属材料の溶接部に対する破壊試験 - 溶接部の高温割れ試験 - アーク溶接プロセス
- ISO 17642 金属材料の溶接部に対する破壊試験 - 溶接部の低温割れ試験 - AC溶接プロセス
- ISO 17643 溶接部の非破壊試験 - 複合平面分析による溶接部の渦流探傷試験
- ISO 17659 溶接 - 挿絵付き溶接継手の多言語用語
- ISO 17660-1 溶接－鉄筋の溶接－第1部：荷重伝達継手
- ISO 17660-2 溶接－鉄筋の溶接－第2部：荷重非伝達継手
- ISO/PAS 17684 輸送情報及び管理システム - 車内搭載ナビゲーションシステム - ASN.1フォーマット定義へのITSメッセージセット翻訳プログラム
- ISO 17687 輸送情報及び制御システム(TICS) - 一般フリートマネジメント及び商業荷扱い - 有害物質／危険物輸送の電子識別及び監視のためのデータ辞書及びメッセージ集合
- ISO 17700 履き物 - アッパー、ライニング及びインソックスの試験方法 - 摩擦堅ろう度
- ISO 17701 履き物 - アッパーライニング及びインソックスの試験方法 - 色移り
- ISO 17702 履き物 - アッパーの試験方法 - 耐水性
- ISO 17703 履き物 - アッパーの試験方法 - 高温挙動
- ISO 17704 履き物 - アッパー、ライニング及びインソックスの試験方法 - 耐摩耗性
- ISO 17705 履き物 - アッパー、ライニング及び中敷きの試験方法 - 断熱
- ISO 17709 履き物 - サンプル及び試験片のサンプリング場所、調製及び状態調節時間
- ISO 17733 作業環境大気 - 水銀及び無機水銀化合物の測定 - 冷蒸気方式分光分析又は原子蛍光分光法による方法
- ISO 17734 液体クロマトグラフィ及び質量分析法による空気中の有機窒素の定量
- ISO 17735 職場の大気 - 1 - (9-アントラセニルメチル)ピペラジン(MAP)試薬及び液体クロマトグラフィを使用する大気中の総イソシアン酸塩グループの測定
- ISO 17736 作業環境大気 - ダブルフィルタサンプリング装置及び高圧液体クロマトグラフィによる分析を用いる大気中のイソシアン酸塩の定量
- ISO/TR 17737 作業環境大気 - 大気中のイソシアン酸塩のサンプリング及び分析のための分析方法を選択するための指針
- ISO 17738 断熱製品 - 外部断熱及び仕上げシステム
- ISO 17751 繊維 - 顕微鏡検査による動物繊維の定量分析 - カシミア、羊毛、特産繊維及びその混紡
- ISO/TS 17764 飼料 - 脂肪酸の含有量の定量
- ISO 17775 航空機 - 地上サービス接続 - 飲料水、トイレ洗浄水及びトイレ排水
- ISO 17776 石油及び天然ガス工業 - オフショア生産設備 - 危険識別及びリスクアセスメントのための工具及び技術の指針
- ISO/TR 17784 ゴム及びプラスチックホース並びにホースアセンブリ - 購入者、組立業者、据付業者及び操作者による使用の手引
- ISO/IEC 17799 保健医療情報 - ISO/IEC 27002を用いる保健医療における情報セキュリティマネジメント
- ISO 17812 紙、板紙及びパルプ - 全マグネシウム、全カルシウム、全マンガン、全鉄及び全銅の定量方法
- ISO/TR 17844 溶接 - 低温割れを回避するための標準化された方法の比較
- ISO/TS 17845 溶接及び類似の工程 - 不完全部の呼称体系
- ISO 17846 溶接及び関連方法 - 健康及び安全性 - アーク溶接及び切断に使用される機器及び消耗品のための文字を使わない注意ラベル
- ISO 17858 水質 - ダイオキシン類ポリ塩化ビフェニール - ガスクロマトグラフィ/質量分析法を用いる方法
- ISO 17864 金属及び合金の腐食 - ポテンショスタット制御下の臨界孔食温度の測定
- ISO/TS 17892 地質調査及び試験 - 土壌の試験室試験
- ISO 17893 鋼ワイヤ製ロープ - 用語、呼称及び分類
- ISO/IEC 17894 船舶及び海洋工学 - コンピュータアプリケーション - 海洋アプリケーションにおけるプログラマブル電子システムの開発及び使用のための一般原則
- ISO 17895 塗料及びワニス - 低VOCエマルションペイント(缶入りVOC)の揮発性有機化合物含有量の定量
- ISO 17899 船舶及び海洋技術 - 舶用電動窓ふき器
- ISO 17900 農業用トレーラ - 自立型トレーラ及びセミトレーラ - 積載質量、車両の静加重及び軸加重の測定
- ISO/PAS 17984 機械製繊維床製床敷物 - 熱及び/又は水にさらした後の寸法変化の測定
- ISO/TS 17996 チーズ - 等移動速度での一軸圧縮による流動変形特性の求め方